# Macleania tropica
Macleania tropica är en ljungväxtart som beskrevs av A. C. Smith. Macleania tropica ingår i släktet Macleania och familjen ljungväxter. Inga underarter finns listade i Catalogue of Life.